# Super Best (工藤静香のアルバム)
『Super Best』（スーパー・ベスト）は、工藤静香の6枚目のベスト・アルバム。1993年11月19日発売。発売元はポニーキャニオン。

## 概要
ソロデビューシングル「禁断のテレパシー」から20枚目のシングル「あなたしかいないでしょ」までのA面曲を2枚のディスクに分け、リリース順に収録している。
Disc-2 11曲目の「炎の中へ」は本作のために書き下ろされた楽曲。デビューから続いた後藤次利による楽曲提供がこの曲で終幕を迎えた。
APO仕様の高音質が売りで少々価格が高めのものも発売、こちらにはハンカチが封入。
好調なセールスを記録、1993年度の日本ゴールドディスク大賞・女性アイドル部門を受賞。
オリジナル・カラオケ盤も発売されている。

## 収録曲

### CD
| 全作曲: 後藤次利。 |                            |            |            |          |      |
| #                  | タイトル                   | 作詞       | 作曲・編曲 | 編曲     | 時間 |
| 1.                 | 「禁断のテレパシー」       | 秋元康     | 後藤次利   | 後藤次利 | 3:46 |
| 2.                 | 「Again」                  | 秋元康     | 後藤次利   | 後藤次利 | 4:14 |
| 3.                 | 「抱いてくれたらいいのに」 | 松井五郎   | 後藤次利   | 後藤次利 | 5:06 |
| 4.                 | 「FU-JI-TSU」              | 中島みゆき | 後藤次利   | 後藤次利 | 3:48 |
| 5.                 | 「MUGO・ん…色っぽい」      | 中島みゆき | 後藤次利   | 後藤次利 | 3:55 |
| 6.                 | 「恋一夜」                 | 松井五郎   | 後藤次利   | 後藤次利 | 4:31 |
| 7.                 | 「嵐の素顔」               | 三浦徳子   | 後藤次利   | 後藤次利 | 3:31 |
| 8.                 | 「黄砂に吹かれて」         | 中島みゆき | 後藤次利   | 後藤次利 | 3:49 |
| 9.                 | 「くちびるから媚薬」       | 松井五郎   | 後藤次利   | Draw4    | 3:56 |
| 10.                | 「千流の雫」               | 愛絵理     | 後藤次利   | Draw4    | 4:41 |
| 合計時間:          | 合計時間:                  | 合計時間:  | 合計時間:  | 41:17    |      |

| 全作曲: 後藤次利。 |                                    |            |            |                                     |      |
| #                  | タイトル                           | 作詞       | 作曲・編曲 | 編曲                                | 時間 |
| 1.                 | 「私について」                     | 中島みゆき | 後藤次利   | Draw4                               | 4:06 |
| 2.                 | 「ぼやぼやできない」               | 松井五郎   | 後藤次利   | 後藤次利                            | 3:41 |
| 3.                 | 「Please」                         | 三浦徳子   | 後藤次利   | 後藤次利                            | 4:17 |
| 4.                 | 「メタモルフォーゼ」               | 松井五郎   | 後藤次利   | 後藤次利                            | 4:15 |
| 5.                 | 「めちゃくちゃに泣いてしまいたい」 | 松井五郎   | 後藤次利   | 後藤次利 / ブラス・アレンジ: 門倉聡 | 4:59 |
| 6.                 | 「うらはら」                       | 松井五郎   | 後藤次利   | 後藤次利                            | 4:54 |
| 7.                 | 「声を聴かせて」                   | 松井五郎   | 後藤次利   | 後藤次利 / ブラス・アレンジ: 門倉聡 | 6:35 |
| 8.                 | 「慟哭」                           | 中島みゆき | 後藤次利   | 後藤次利・高尾直樹                  | 4:48 |
| 9.                 | 「わたしはナイフ」                 | 松井五郎   | 後藤次利   | 後藤次利・門倉聡・高尾直樹          | 4:26 |
| 10.                | 「あなたしかいないでしょ」         | 松井五郎   | 後藤次利   | 後藤次利・門倉聡・高尾直樹          | 6:26 |
| 11.                | 「炎の中へ」                       | 三浦徳子   | 後藤次利   | 後藤次利・門倉聡・高尾直樹          | 6:06 |
| 合計時間:          | 合計時間:                          | 合計時間:  | 合計時間:  | 54:33                               |      |

### 楽曲解説

#### Disc-1
1. 禁断のテレパシー
  - ソロデビューシングル。アルバム『ミステリアス』にも収録。
2. Again
  - 2ndシングル。アルバム『ミステリアス』にも収録。
3. 抱いてくれたらいいのに
  - 3rdシングル。
4. FU-JI-TSU
  - 4thシングル。ミニ・アルバム『静香』にも収録。
5. MUGO・ん…色っぽい
  - 5thシングル。
6. 恋一夜
  - 6thシングル。アルバム『JOY』にも収録。
7. 嵐の素顔
  - 7thシングル。
8. 黄砂に吹かれて
  - 8thシングル。
9. くちびるから媚薬
  - 9thシングル。アルバム『rosette』にも収録。
10. 千流の雫
  - 10thシングル。

#### Disc-2
1. 私について
  - 11thシングル。
2. ぼやぼやできない
  - 12thシングル。アルバム『mind Universe』にも収録。
3. Please
  - 13thシングル。
4. メタモルフォーゼ
  - 14thシングル。
5. めちゃくちゃに泣いてしまいたい
  - 15thシングル。アルバム『Trinity』にも収録。
6. うらはら
  - 16thシングル。アルバム初収録。
7. 声を聴かせて
  - 17thシングル。アルバム『Best of Ballade "Empathy"』にも収録。
8. 慟哭
  - 18thシングル。アルバム『Rise me』にも収録。
9. わたしはナイフ
  - 19thシングル。アルバム初収録。
10. あなたしかいないでしょ
20thシングル。アルバム初収録。
11. 炎の中へ
  - 本作のために書き下ろされた楽曲。